# Buffalo Braves 1971-1972
La stagione 1971-72 dei Buffalo Braves fu la 2ª nella NBA per la franchigia.
I Buffalo Braves arrivarono quarti nella Atlantic Division della Eastern Conference con un record di 22-60, non qualificandosi per i play-off.

## Roster
| N° | Naz.                   | Ruolo | Sportivo           | Anno | Alt. | Peso |
| -- | ---------------------- | ----- | ------------------ | ---- | ---- | ---- |
| 3  | Stati Uniti (bandiera) | C     | Elmore Smith       | 1949 | 213  | 113  |
| 7  | Stati Uniti (bandiera) | G     | Em Bryant          | 1938 | 185  | 79   |
| 9  | Stati Uniti (bandiera) | GA    | Randy Smith        | 1948 | 191  | 82   |
| 13 | Stati Uniti (bandiera) | G     | Mike Davis         | 1946 | 191  | 84   |
| 20 | Stati Uniti (bandiera) | G     | Dick Garrett       | 1947 | 191  | 84   |
| 25 | Stati Uniti (bandiera) | AC    | Bill Hosket        | 1946 | 203  | 102  |
| 32 | Stati Uniti (bandiera) | GA    | Fred Hilton        | 1948 | 191  | 84   |
| 35 | Stati Uniti (bandiera) | AC    | Cornell Warner     | 1948 | 206  | 100  |
| 40 | Stati Uniti (bandiera) | A     | Jerry Chambers     | 1943 | 196  | 84   |
| 42 | Stati Uniti (bandiera) | G     | Mahdi Abdul-Rahman | 1942 | 188  | 84   |
| 44 | Stati Uniti (bandiera) | AC    | Bob Kauffman       | 1946 | 203  | 109  |
| 45 | Stati Uniti (bandiera) | AC    | John Hummer        | 1948 | 206  | 104  |

## Staff tecnico
- Allenatori: Dolph Schayes (0-1) (fino al 13 ottobre)[1], Johnny McCarthy (22-59)
- Preparatore atletico: Jerry McCann